# 다케에다촌
다케에다촌(竹枝村)은 오카야마현 아카이와군에 있던 촌이다. 현재의 오카야마시에 해당한다.

## 역사
- 1889년 6월 1일 - 정촌제 시행에 수반해 아카사카군 다케에다촌이 발족하였다.
- 1900년 4월 1일 - 이와나시군과 합병해 아카이와군에 소속되었다.
- 1955년 2월 1일 - 가미타케베촌, 다케베촌과 합병해, 미쓰군 다카베정이 되었다,.

## 교통

### 도로
- 국도 제53호선
- 국도 제484호선

## 참고문헌
- 角川日本地名大辞典 33 岡山県
- 『市町村名変遷辞典』東京堂出版、1990年。